# Lo Solà (Mur)
Lo Solà és una solana del terme municipal de Castell de Mur, dins de l'antic terme de Mur, al Pallars Jussà. Es troba en territori de Mur.
Està situat al vessant meridional de la carena on es drecen el castell de Mur i la col·legiata de Santa Maria de Mur, a l'esquerra del barranc de Mur, al sud del Camí de Mur, actual carretera asfaltada. És continuat cap al nord pel Solà de Mur.